# Kula (Gacko, BiH)
Kula je naseljeno mjesto u općini Gacko, Republika Srpska, BiH. Poznatija je pod imenom Kula Fazlagića.
Kula Fazlagića je dobila ime po utvrdi koju je sagradio Ahmed Fazlagić u 17. stoljeću. Fazlagići su bili velikaška obitelj iz Herceg Novog. Kada su Venećani opsjeli Herceg Novi je obitelj potražila utočiste u Hercegovini. Obitelj se kretala u tri smjera, dio je utišao u Čapljinu, dio u Trebinje, a dio u današnju Kulu Fazlagića. Njihovi potomci i danas žive na tim prostorima.

## Stanovništvo

### 1991.
Nacionalni sastav stanovništva 1991. godine, bio je sljedeći:
ukupno: 187
- Muslimani - 187 (100%)

### 2013.
Nacionalni sastav stanovništva 2013. godine, bio je sljedeći:
ukupno: 51
- Bošnjaci - 51 (100%)

## Zanimljivosti
- Utvrda kula Fazlagić je u nekim razdobljima bila džamija.
- Kula Fazlagića je poznata u drugom svjetskom ratu kao zadnja neporažena utvrda Nezavisne države Hrvatske 1945. Branili su je Hrvati Muslimani (danas Bošnjaci), a vrhovni zapovjednik je bio Memiš(aga) Džubur koji je kazao partizanima da Hrvatska nije propala. Branilo je zemlju 210 vojnika, koji su znali da idu u smrt, ali se nisu predavali.
- Cijelo područje koje se naziva Kula Fazlagić čini i još devet sela